# Dascillus musculus
Dascillus musculus is een keversoort uit de familie withaarkevers (Dascillidae). De wetenschappelijke naam van de soort is voor het eerst geldig gepubliceerd in 1994 door Zhang.